# Sybra malaccensis
Sybra malaccensis är en skalbaggsart som beskrevs av Stefan von Breuning 1943. Sybra malaccensis ingår i släktet Sybra och familjen långhorningar. Inga underarter finns listade i Catalogue of Life.